# Horsens Provsti
Horsens Provsti er et provsti i Århus Stift.  Provstiet ligger i Horsens Kommune.
Horsens Provsti består af 30 sogne med 32 kirker, fordelt på 12 pastorater.

## Pastorater
| Pastorater i Horsens Provsti | Pastorater i Horsens Provsti  | Pastorater i Horsens Provsti |
| ---------------------------- | ----------------------------- | ---------------------------- |
| Bakkelandets Pastorat        | Hatting-Torsted Pastorat      | Klostersogn Pastorat         |
| Klovborg-Tyrsting Pastorat   | Lundum-Hansted Pastorat       | Sønderbro Pastorat           |
| Tamdrup Pastorat             | Tyrsted-Uth-Endelave Pastorat | Voer Herreds Pastorat        |
| Vor Frelsers Pastorat        | Vær-Nebel Pastorat            | Østbirk-Yding Pastorat       |

## Sogne
| Sogne i Horsens Provsti | Sogne i Horsens Provsti | Sogne i Horsens Provsti |
| ----------------------- | ----------------------- | ----------------------- |
| Brædstrup Sogn          | Endelave Sogn           | Føvling Sogn            |
| Gangsted Sogn           | Grædstrup Sogn          | Hansted Sogn            |
| Hatting Sogn            | Kattrup Sogn            | Klostersogn             |
| Lundum Sogn             | Nebel Sogn              | Nim Sogn                |
| Sønder Vissing Sogn     | Sønderbro Sogn          | Søvind Sogn             |
| Tamdrup Sogn            | Tolstrup Sogn           | Torsted Sogn            |
| Træden Sogn             | Tyrsted Sogn            | Tyrsting Sogn           |
| Tønning Sogn            | Underup Sogn            | Uth Sogn                |
| Vedslet Sogn            | Vor Frelsers Sogn       | Vær Sogn                |
| Yding Sogn              | Ørridslev Sogn          | Østbirk Sogn            |